# 怪談彼女
『怪談彼女』（かいだんかのじょ）は、永遠月心悟による日本のライトノベル。イラストはミウラタダヒロが担当。jump Novel Grand Prixフリー部門（2013年春）で金賞を受賞（受賞時のタイトルは「怪談撲滅委員会」）。ジャンプ ジェイ ブックス（集英社）より2014年6月から2017年10月まで刊行された。

## あらすじ
黒川夢乃は中学生ながらに制服も着用せず、黒衣のゴスロリ・腕の刺青といった容姿の上に授業妨害の常習犯、同級生の斉藤槍牙に対して日々異常なまでの執着を見せるがゆえに、当の槍牙からも「最悪の公害ストーカー女」とまで評されていた。だがある日、槍牙が学校の先輩・友原小笛から聞かされた怪談に出てくる怪物＜てけてけ＞が実際に出現し、同級生の長谷川流水を殺害したことを切っ掛けに、槍牙は＜最悪器官＞と称される自分の特質、並びに夢乃の素性を知ることとなる。

## 登場人物

### 主要人物
斉藤 槍牙（さいとう そうが）
中学一年生。夢乃に過剰なまでの執着を受ける日々を暮していたが、その実態は自身が知覚し、かつ認めた怪異を現実のものとしてしまう＜最悪器官＞と称される特質の持ち主で、『殲』のはぐれ者や＜てけてけ＞などと言った敵対勢力にその身柄を狙われる。
黒川 夢乃（くろかわ ゆめの）
槍牙の同級生の少女。普段からゴシックロリータの衣装に身を包んだアバンギャルドな姿の美少女だが、その素性は対怪異勢力『殲』の構成員。左腕の刺青は『黒龍』と呼ばれる人工呪術の産物であり、彼女自身も肉体的には人間ではなく怪異に近い存在となっている。槍牙に一個人としてヤンデレ同然の執着を抱いている。

### 殲
野波 小百合（のなみ さゆり）
槍牙と夢乃の同級生。普段からあやとりに興じている無口な少女だが、その実態は『殲』の戦闘員。槍牙に怨恨を抱いている。
大徳寺 刃心（だいとくじ しのぶ）
夢乃が所属する武装勢力『殲』の大幹部を務める女性。高い実力を持つ一方、8年前の事件を意図せずして引き起こしてしまった槍牙に対して完全な逆怨みで憎悪を抱いており、以前より弟子の間柄だった小百合に歪んだ教育を施し、＜てけてけ＞共々槍牙を殺戮しようと目論んだ。
ジェイソン・バスカヴィル
子供好きの悪魔祓い師。8年前に自身の教会で育てていた子供達を零子に殺されたと思っており、復讐心に駆られている。
殿川 和華（とのかわ かずか）
ジェイソンの事を先生と呼びつき従う女性。

### 怪異
友原 小笛（ともはら こてき）
槍牙の先輩と名乗る三年生の少女。夢乃に悩まされる槍牙の相談相手になっていたが、その実態は8年前に彼が不慮の事故で産みだしてしまった『怪異』の産物たる＜てけてけ＞。自身らの勢力の台頭、並びに槍牙個人に対する執着からその身柄を確保しようと目論む。
零子（れいこ）
＜口裂け女＞の怪異。

### ゲスト
長谷部 流水（はせべ るみ）
槍牙と夢乃の同級生。委員長然とした真面目な雰囲気の少女で、夢乃の奇行に手を焼きつつも槍牙を気にかけている。＜てけてけ＞の被害に逢って死亡。

## 既刊一覧
- 永遠月心悟（著） / ミウラタダヒロ（イラスト）、ジャンプ ジェイ ブックス〈集英社〉、全6巻
  1. 『怪談彼女 〜てけてけ〜』2014年6月4日発売[1]、ISBN 978-4-08-703317-5
  2. 『怪談彼女 2 〜口裂け女〜』2014年10月17日発売[2]、ISBN 978-4-08-703333-5
  3. 『怪談彼女 3 〜座敷童子〜』2015年3月4日発売[3]、ISBN 978-4-08-703348-9
  4. 『怪談彼女 4 〜百鬼夜行〜』2015年8月4日発売[4]、ISBN 978-4-08-703372-4
  5. 『怪談彼女 5 〜鬼〜』2016年8月4日発売[5]、ISBN 978-4-08-703404-2
  6. 『怪談彼女 6 〜黒川夢乃〜』2017年10月4日発売[6]、ISBN 978-4-08-703430-1